# Patoso
Patoso é um personagem recorrente do universo ficcional de Patópolis, dos quadrinhos Disney.
É o pai dos irmãos gêmeos Pato Donald e Dumbela Pato. É filho da Vovó Donalda e de Tomas Réco. Sua mulher era a irmã do Tio Patinhas, Hortênsia McPato.

## Nomes em outros idiomas
- Alemão: Degenhard Duck
- Dinamarquês: Rapmus And
- Finlandês: Aaron Ankka
- Francês: Rodolphe Duck
- Grego: Μπαρούτης Ντακ
- Holandês: Woerd "Snater" Duck
- Inglês: Quackmore Duck
- Italiano: Quackmore Duck
- Norueguês: Didrik Duck
- Polonês: Kaczor Kwaczymon
- Sueco: Kvacke Anka